# الحركة الشعبية للديمقراطية في تشاد
الحركة الشعبية للديمقراطية في تشاد (بالفرنسية: Mouvement populaire pour la démocratie au Tchad)‏ هو حزب سياسي في تشاد.
وفي الانتخابات البرلمانية التي أجريت في 21 أبريل 2002، فاز الحزب بخمسة مقاعد من أصل 155. في الانتخابات الرئاسية في مايو 2006، فاز مرشحه محمد عبد الله بنسبة 7.07٪ من الأصوات.